# Israel A. Smith
Israel A. Smith (ur. 6 lutego 1876, zm. 14 czerwca 1958) – amerykański działacz religijny, prezydent-prorok Zreorganizowanego Kościoła Jezusa Chrystusa Świętych w Dniach Ostatnich. Trzeci syn proroka Josepha Smitha III, wnuk założyciela ruchu Świętych w Dniach Ostatnich – Josepha Smitha. Został następcą swojego brata – Fredericka M. Smitha w urzędzie prezydenta-proroka Zreorganizowanego Kościoła Jezusa Chrystusa Świętych w Dniach Ostatnich (od 2001: Społeczność Chrystusa). Urząd Prezydenta-Proroka sprawował w latach 1946–1958.
Po zakończeniu II wojny światowej, obserwując wzrost Kościoła poza USA, prezydent Israel A. Smith postanowił odbyć podróż i wzmocnić rozwijający się Kościół – odwiedził Hawaje, Australię, Nową Zelandię oraz Tahiti. W 1952 r. udał się do Europy, gdzie osobiście odwiedził dwie gminy.
Prezydent I.A. Smith zginął tragicznie w wypadku samochodowym podróżując z Independence, w stanie Missouri do Lamoni, w stanie Iowa. Po jego śmierci urząd Prezydenta-Proroka przypadł jego bratu – W. Wallace’owi Smithowi.